# 阿爾班 (納里尼奧省)

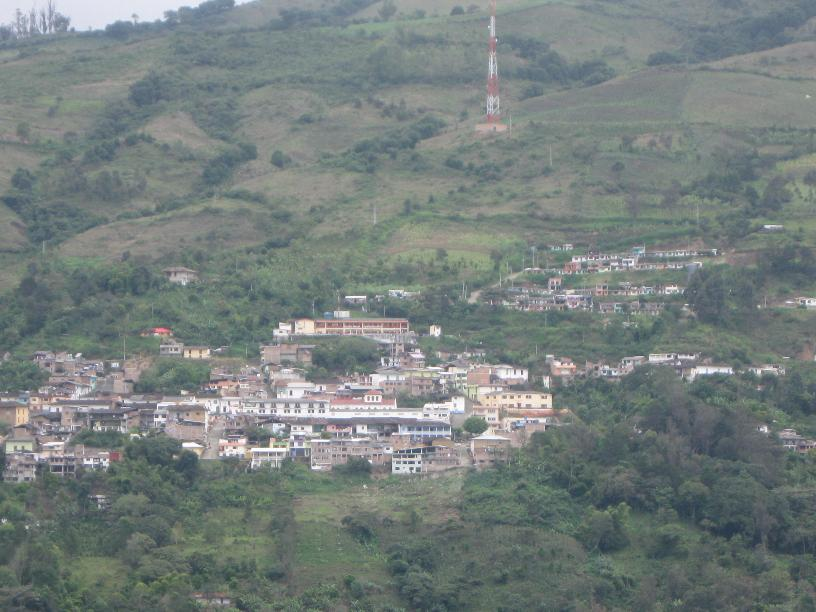
阿尔班

阿爾班是哥倫比亞的城鎮，位於該國西南部，由納里尼奧省負責管轄，距離首府帕斯托68公里，始建於1573年6月15日，面積104平方公里，海拔高度2,075米，2005年人口19,367。
1°28′28″N 77°05′01″W / 1.47444°N 77.0836°W